# Gmina Łysomice
Die Gmina Łysomice ist eine Landgemeinde im Powiat Toruński der Woiwodschaft Kujawien-Pommern in Polen. Ihr Sitz ist das gleichnamige Dorf (deutsch Lissomitz) mit etwa 2000 Einwohnern.

## Geographie
Die Gemeinde liegt im historischen Kulmerland im ehemaligen Westpreußen. Sie grenzt im Süden an die Stadt Toruń (Thorn). Zu den Fließgewässern gehört die Strugai, die bei Papowo Toruńskie (Thornisch Papau) entspringt und einige Kilometer weiter in Sandländereien versickert.

## Geschichte
Im Rahmen der Zweiten Teilung Polens kam das Gemeindegebiet 1793 zu Preußen. Nach dem Ersten Weltkrieg wurde es aufgrund der Bestimmungen des Versailler Vertrags im Januar 1920 an die Zweite Polnische Republik abgetreten. Nach dem Überfall auf Polen wurde es 1939 deutsch besetzt und einzelne Orte wurden umbenannt.
Die Landgemeinde gehörte von 1975 bis 1998 zur Woiwodschaft Thorn.

## Gliederung
Zur Landgemeinde (gmina wiejska) Łysomice gehören 14 Dörfer (deutsche Namen, amtlich bis 1945) mit einem Schulzenamt (sołectwo):
- Gostkowo (Gostkowo, 1903–1945 Gostgau) mit Mariä Himmelfahrt
- Kamionki Duże
- Kamionki Małe
- Lulkowo (Lulkau)
- Łysomice  (Lissomitz, 1942–1945 Posemsdorf)
- Ostaszewo (Ostaszewo, 1942–1945 Ostichau)
- Papowo Toruńskie (Thornisch Papau)
- Różankowo (Rosenberg)
- Turzno (Turzno)
- Tylice (Tillitz)
- Wytrębowice (Wytrembowitz, 1942–1945 Witramsdorf)
- Zakrzewko (Zakrzewko)
- Zęgwirt (Zengwirth)

Weitere Ortschaften der Gemeinde sind:
- Julianka
- Kowróz (Kowroß)
- Kowrózek (Mittenwalde)
- Lipniczki (Lindenhof)
- Papowo-Osieki
- Piwnice (Sängerau)
- Świerczynki (Swierczynko)
- Świerczyny (Swierczyn)

## Verkehr
An der Bahnstrecke Toruń–Malbork bestehen der Bahnhof Ostaszewo Toruńskie und der Haltepunkt Łysomice (früher Bahnhof); an der Bahnstrecke Toruń–Tschernjachowsk der Bahnhof Pąpowo Toruńskie und der Haltepunkt Turzno. Der Halt Olek lag an der Bahnstrecke Toruń–Chełmno.